# 蒺藜屬
蒺藜屬，是蒺藜科下的一個屬，全球約有15－20種，分佈於熱帶地區及亞熱帶地區，中國國內有2種，巴基斯坦國內有4種。本屬模式標本為蒺藜（Tribulus terrestris）。

## 形態特徵
蒺藜屬中包含多年生或一年生匍匐草本植物，多分枝，常披絲狀長柔毛。

### 葉
葉為偶數羽狀複葉，有時葉片全退化成互生狀，小葉對生，具托葉。

### 花
花單生於葉腋，白色或黃色；萼片5枚，覆瓦狀排列，宿存或脫落；花瓣5枚，覆瓦狀排列，開展，早落；花盤環狀，10深裂；雄蕊10枚，2輪排列，5長5短，着生於花盤基部，5枚外輪較長的雄蕊與花瓣對生，5枚內輪較短的雄蕊基部外側有1腺體，與萼片對生；雌蕊由4－5枚心皮所組成；子房上位，常為5室，小為2－12室，具長硬毛，每室約有1－5枚胚珠，5－12裂，花柱短，線形或金字塔形，柱頭約 5－12裂。

### 果
果為蒴果，五角形，由5－12枚有刺或有翅或有瘤狀突起的堅硬分果瓣所組成，不開裂，分果瓣具長短銳刺各1對，背部瘤狀突起及有短硬毛，內含種子約2－3枚；種子種皮薄膜質，無胚乳。

## 物種
蒺藜屬約包含15－20種物種：
- 翅蒺藜 Tribulus alatus Delile
- 大花蒺藜 Tribulus cistoides L.
- Tribulus echinops Kers
- Tribulus excrucians Wawra
- Tribulus longipetalus  Viv.
- Tribulus macropterus Boiss.
- 蒺藜 Tribulus terrestris L.
- Tribulus zeyheri Sond.

## 外部連結
- . USDA.   [September 25, 2011]. （原始内容存档于2013-05-12）.
- . PLANT ILLUSTRATIONS.   [September 25, 2011]. （原始内容存档于2016-03-05）.
- . 植物通.   [September 25, 2011].